# Kadłubowo
Kadłubowo (prononciation : [kadwuˈbɔvɔ]) est un village polonais de la gmina de Dzierzążnia dans le powiat de Płońsk de la voïvodie de Mazovie dans le centre-est de la Pologne.
Il se situe à environ 6 kilomètres au sud-ouest de Dzierzążnia (siège de la gmina), à 16 kilomètres à l'ouest de Płońsk (siège du powiat) et à 71 kilomètres au nord-ouest de Varsovie (capitale de la Pologne).

## Histoire
De 1975 à 1998, le village appartenait administrativement à la voïvodie de Ciechanów.